# 7·7九龍區大遊行
7·7九龍區大遊行，是由七七遊行籌委組及香港網民經商討後，於2019年7月7日舉辦的遊行示威，旨在要求香港特別行政區政府按議事規則撤回《逃犯條例修訂草案》與釋放被捕示威者。
是次遊行是逃犯條例修訂草案推出以來，首次有民眾於九龍舉辦反對逃犯條例修訂草案遊行，而遊行亦已得到香港警務處發出不反對通知書。大會稱有逾23萬人參與，警方稱最高峰有5.6萬人。
遊行結束後，仍有大批市民於油尖旺多處聚集，示威者前往並佔領廣東道。其後示威者在夜晚10時許沿彌敦道馬路步行往旺角。警方於亞皆老街及彌敦道交界築成人牆阻止示威者繼續向前。警民一度對峙，示威者及後開始緩慢後退，警察繼而推進防線。
晚上10時44分，警方出動大批防暴警驅散人群，並多次爆發衝突。警方在山東街等地包抄令場面混亂，多處亦發生警察懷疑推撞、襲擊、喝罵記者及路人、阻礙採訪、對示威者濫用武力等事件。有示威者頭部受傷，有人當場被捕。示威者在凌晨12時後陸續散去，至2時已不再見到任何示威者。
警方清場期間有8人受傷，當中6人在7月8日已出院，兩人仍在廣華醫院留醫，情况穩定。

## 背景
早前由民間人權陣線所舉辦的5次大遊行都是在港島區進行，因此連登討論區網民決定改為在九龍區舉行新一波遊行，並希望藉此向中國大陆遊客講述修例。

## 遊行路線
據香港警方發出不反對通知書之內容，遊行以尖沙嘴梳士巴利花園為起點，途經梳士巴利道、九龍公園徑、廣東道後，以渡船角香港西九龍站香港西九龍站綠化空間為終點。由於警方憂慮示威者或會與警方發生衝突，遊行將不會經廣東道購物區。發起人劉頴匡指，不會衝入高鐵站，否則是「自願送中」。

## 活動前各方人士反應
7月7日，激進建制派石房有所屬的「忠義民團」聲稱會在遊行中「搞事」，但最後卻沒出席。

## 遊行過程

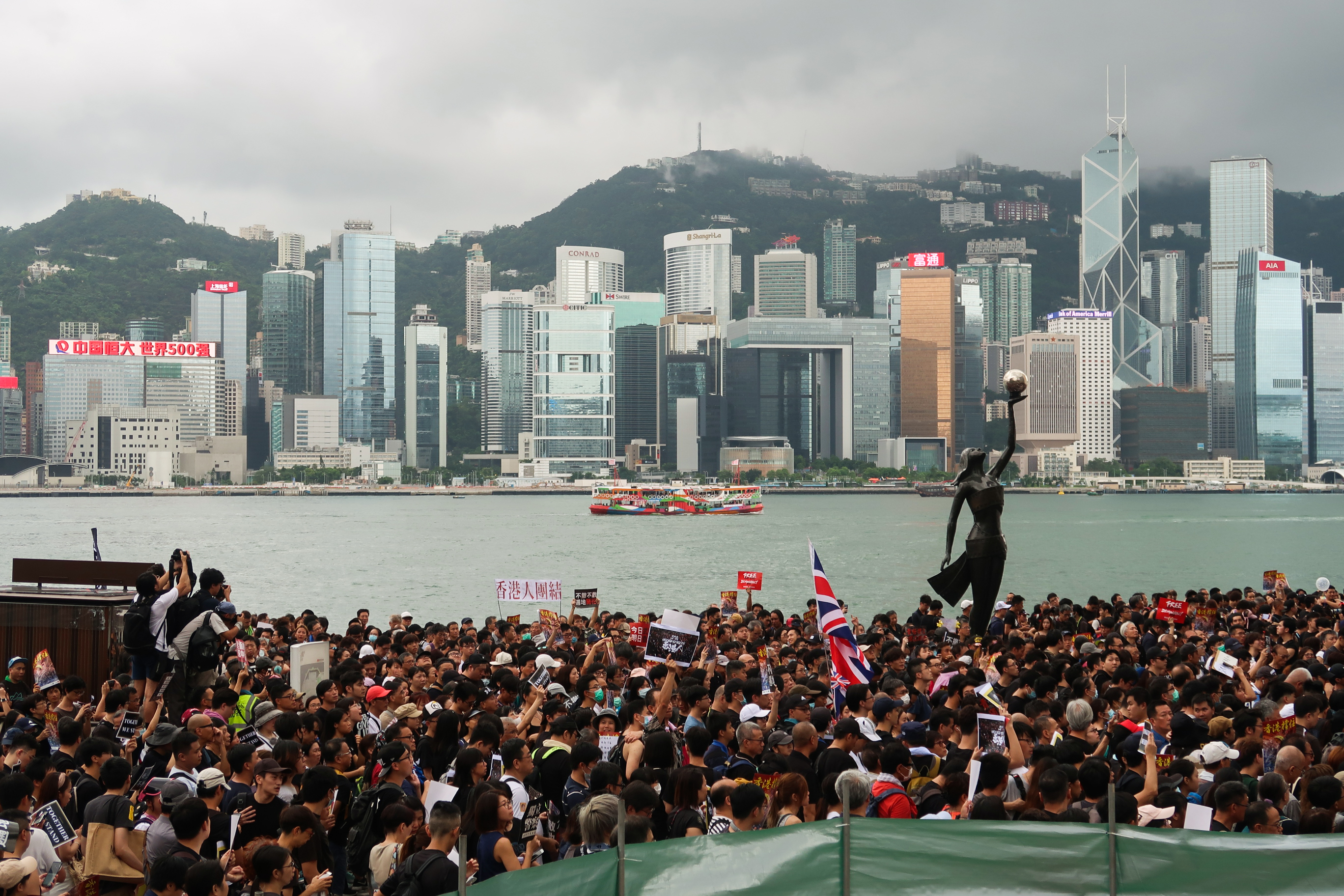
梳士巴利花園旁的星光大道已企滿準備出發的遊行人士

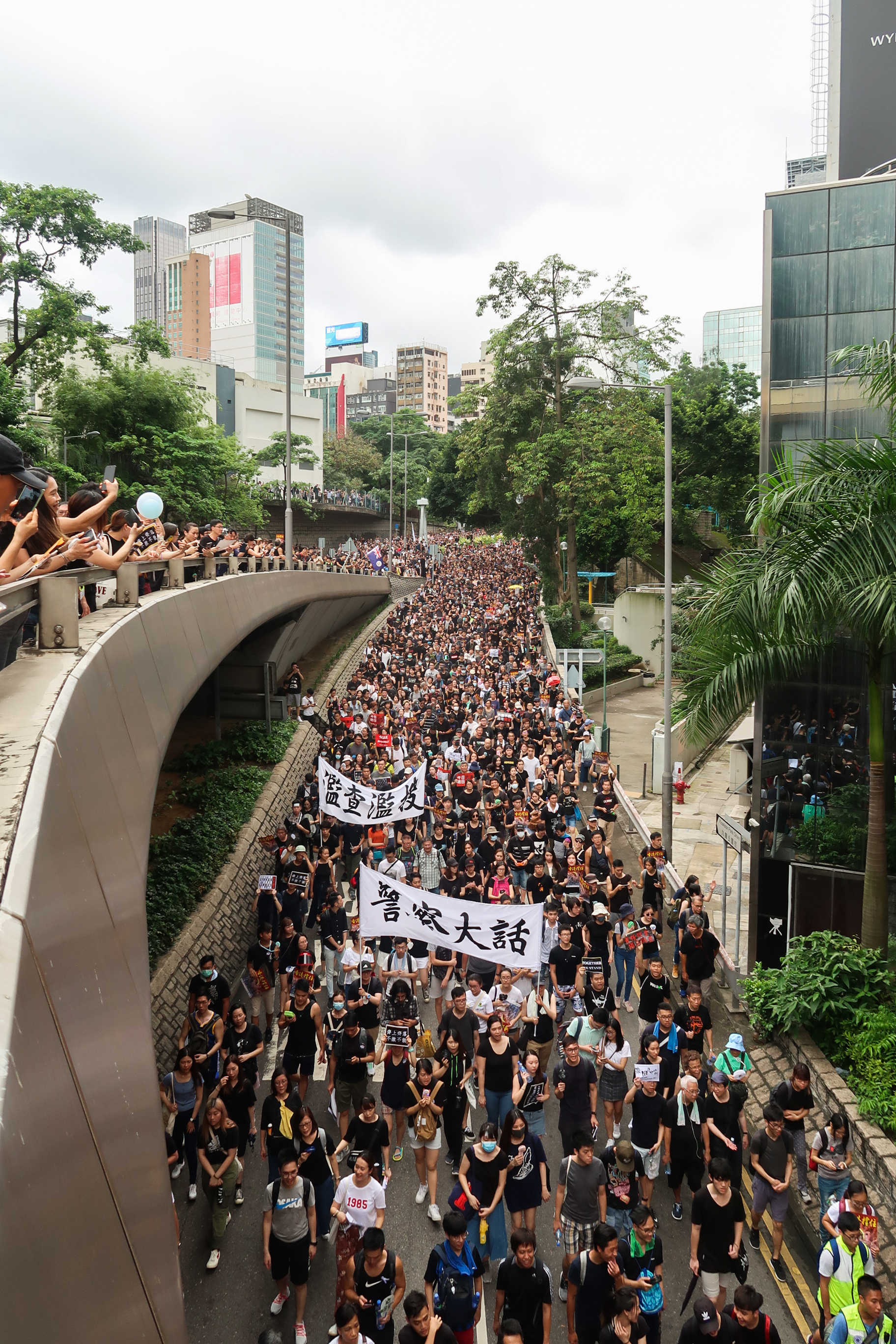
遊行隊伍由途經由九龍公園徑天橋往廣東道前行

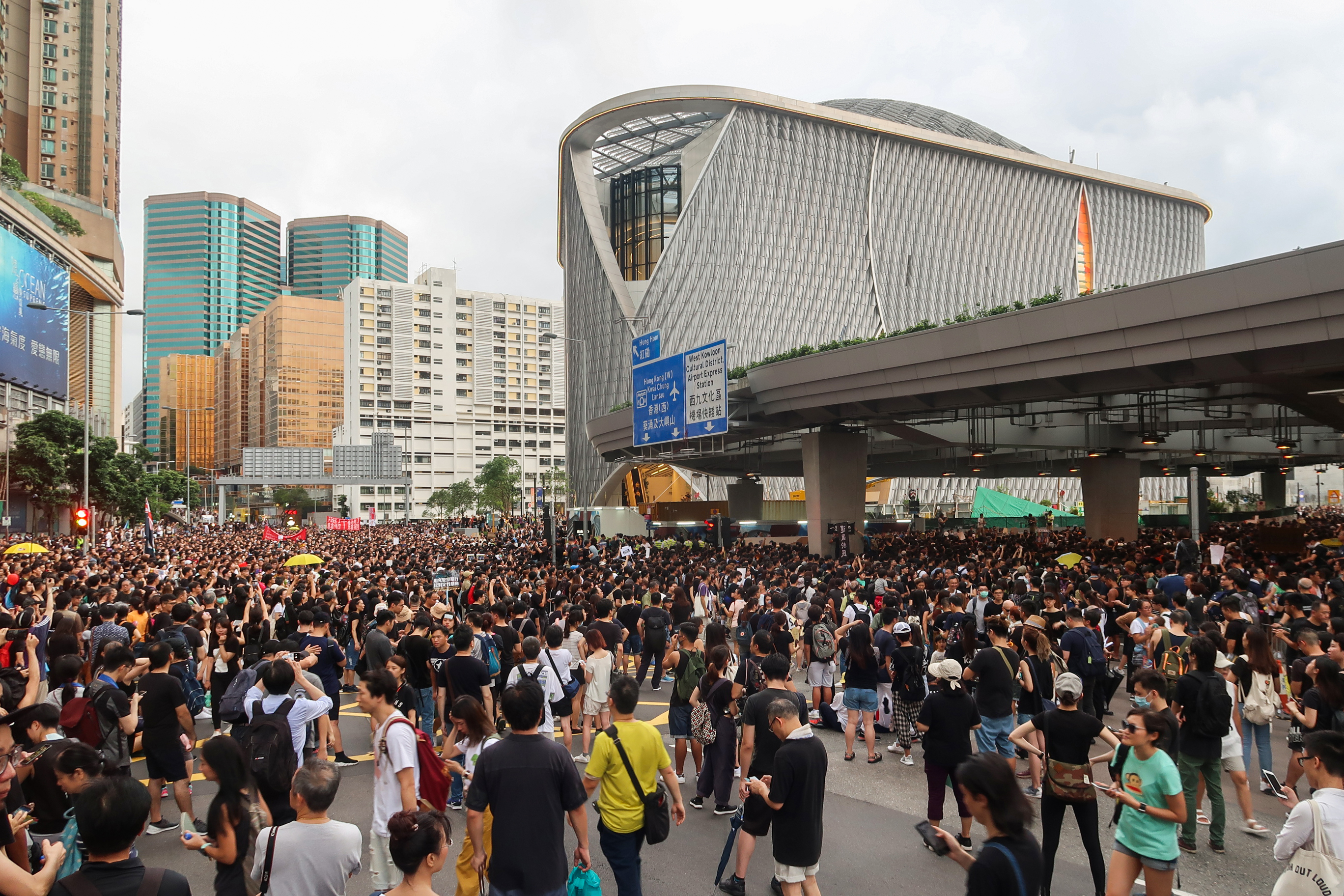
遊行隊伍企滿廣東道與柯士甸道西交界

### 7·7九龍區大遊行
遊行原定下午4時出發，但由於大量人群迫爆梳士巴利公園和星光大道，主辦單位宣佈提早約20分鐘，在下午3時半出發起步。示威者沿途高呼「釋放被捕人士、追究警隊濫權、立即雙普選」訴求和「香港人，加油」。而大批在彌敦道半島酒店附近等候中途加入遊行的市民，不時高呼要求警方開路，其後佔據彌敦道及梳士巴利道交界。示威者其後沿梳士巴利道往九龍公園徑走，經廣東道與柯士甸道，逾半小時後，隊頭在下午約4時15分抵達西九龍站外的空地。而大批市民在5時仍未出發，停留在尖沙咀星光大道一帶。
到下午5時05分，部分示威者由九龍公園徑天橋往廣東道前行，廣東道有大量警察築成人牆。有部分市民向附近一帶的遊客展示示威標語。與此同時，由於梳士巴利道和九龍公園徑擠滿人群，部分人經中間道和美麗華酒店對出的一段彌敦道北行，再轉入柯士甸道前往西九龍站終點。
下午約5時47分，香港眾志成員在高鐵站外掛起黑紫荊旗，以悼念早前逝世的反《逃犯條例》修訂示威者。
到晚上7時28分，大會宣布遊行結束。自此，不反對通知書之游行内容已結束。政府發言人表示，下午的遊行大體上以和平、理性方式進行，展示了香港社會多元、包容等核心價值。

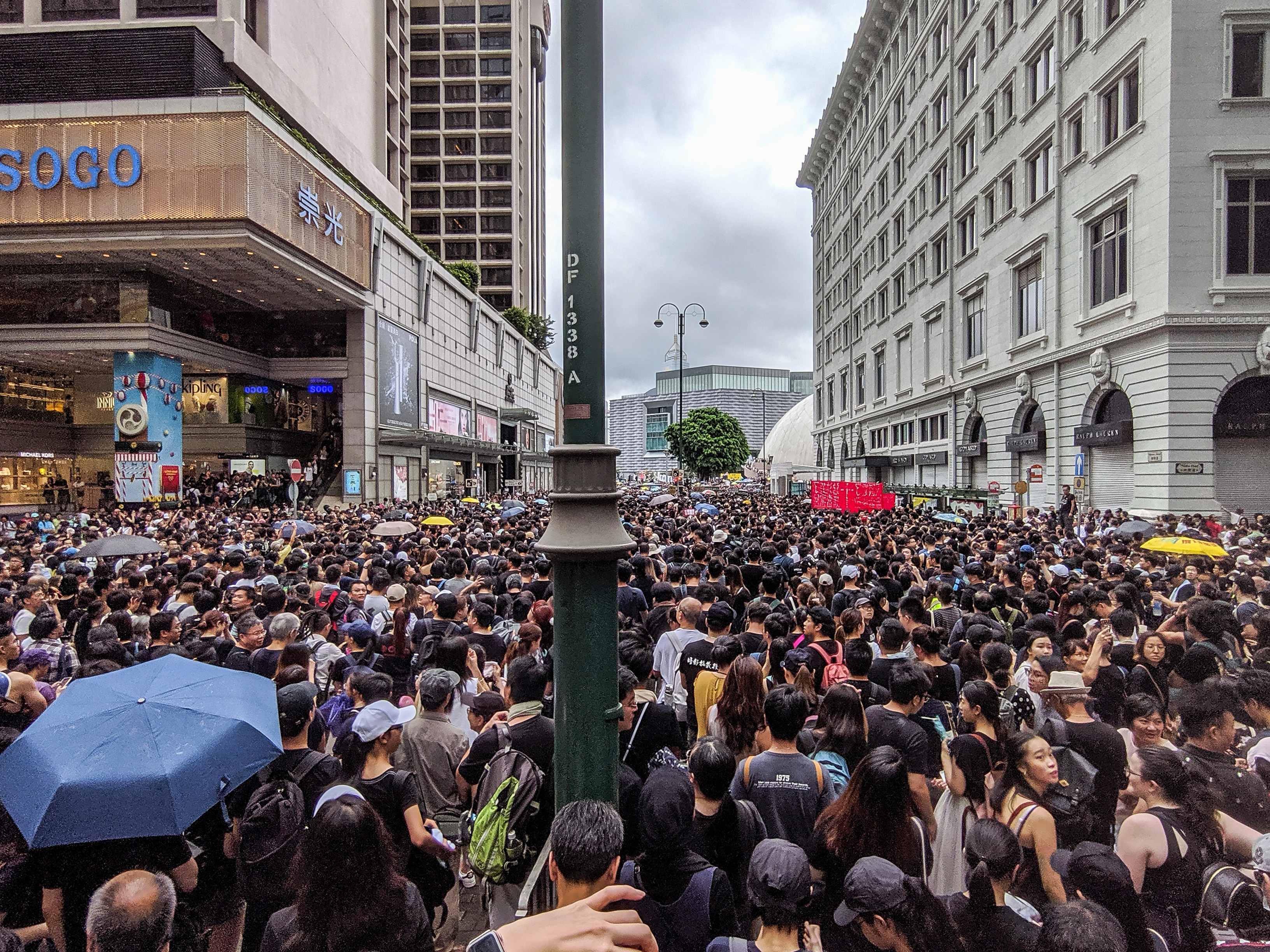
大批在彌敦道半島酒店附近等候中途加入遊行的市民，不時高呼要求警方開路
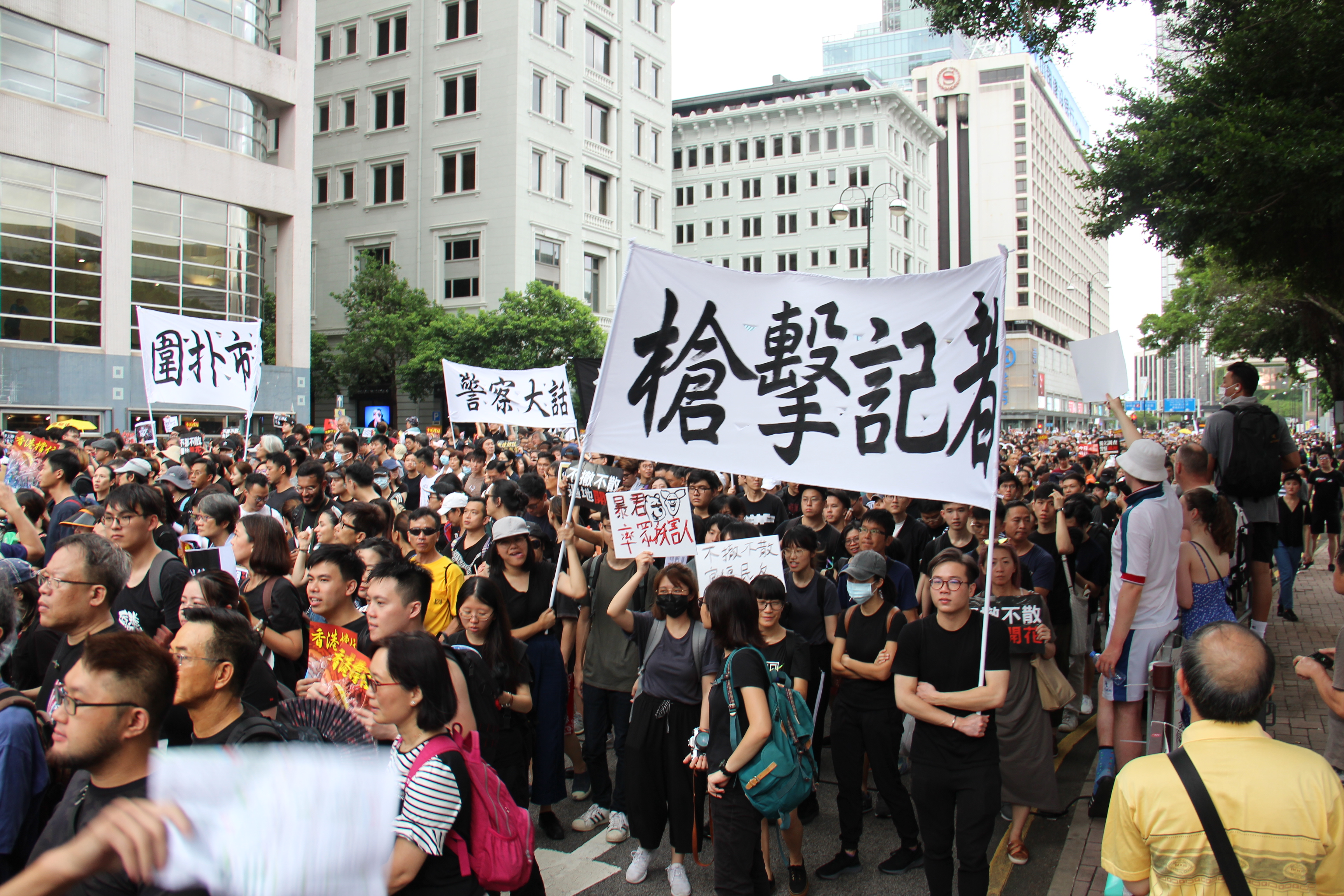
九龍尖沙咀半島酒店前的遊行隊伍
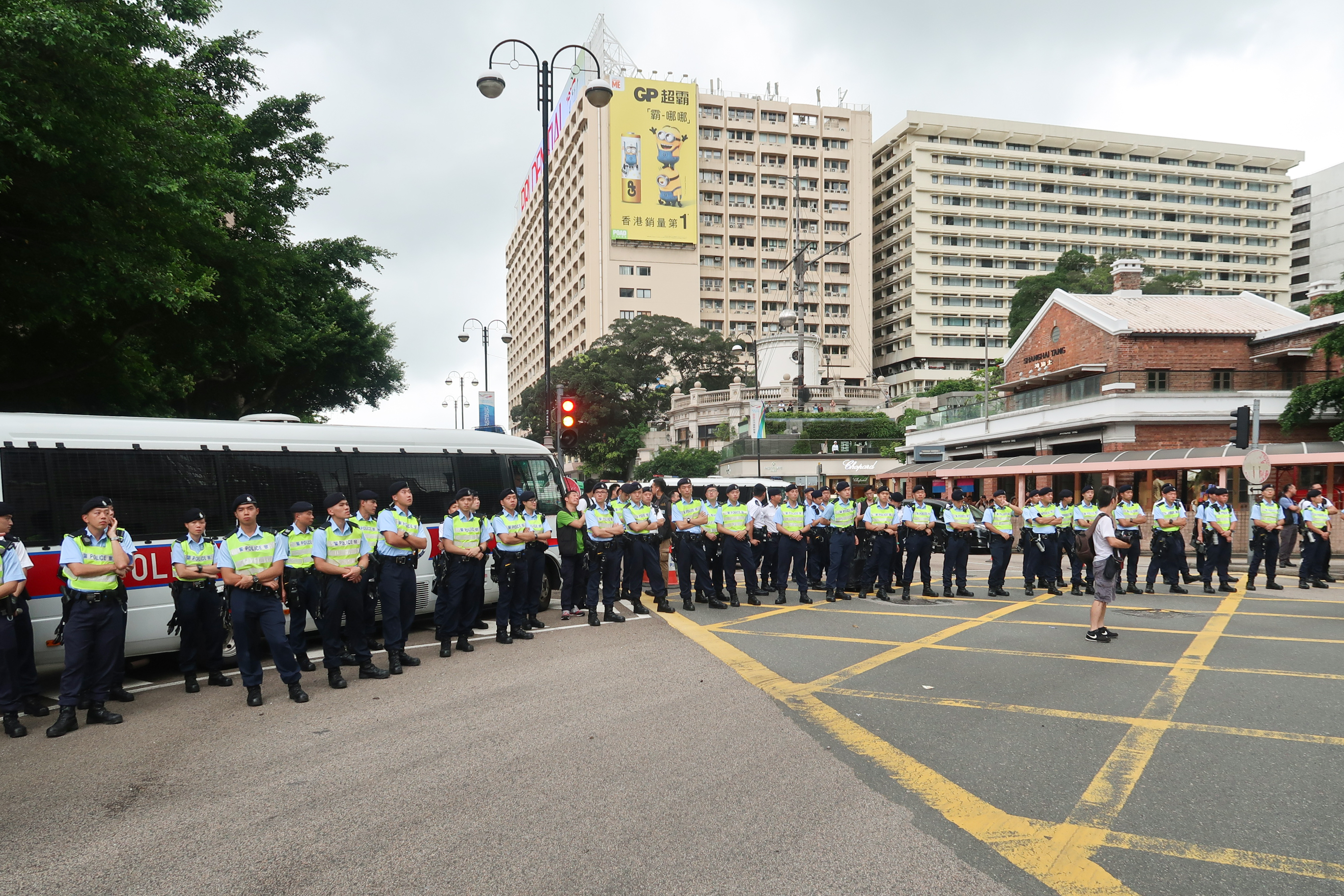
警方在梳士巴利道近1881位置築成人牆，防止有人走往廣東道示威
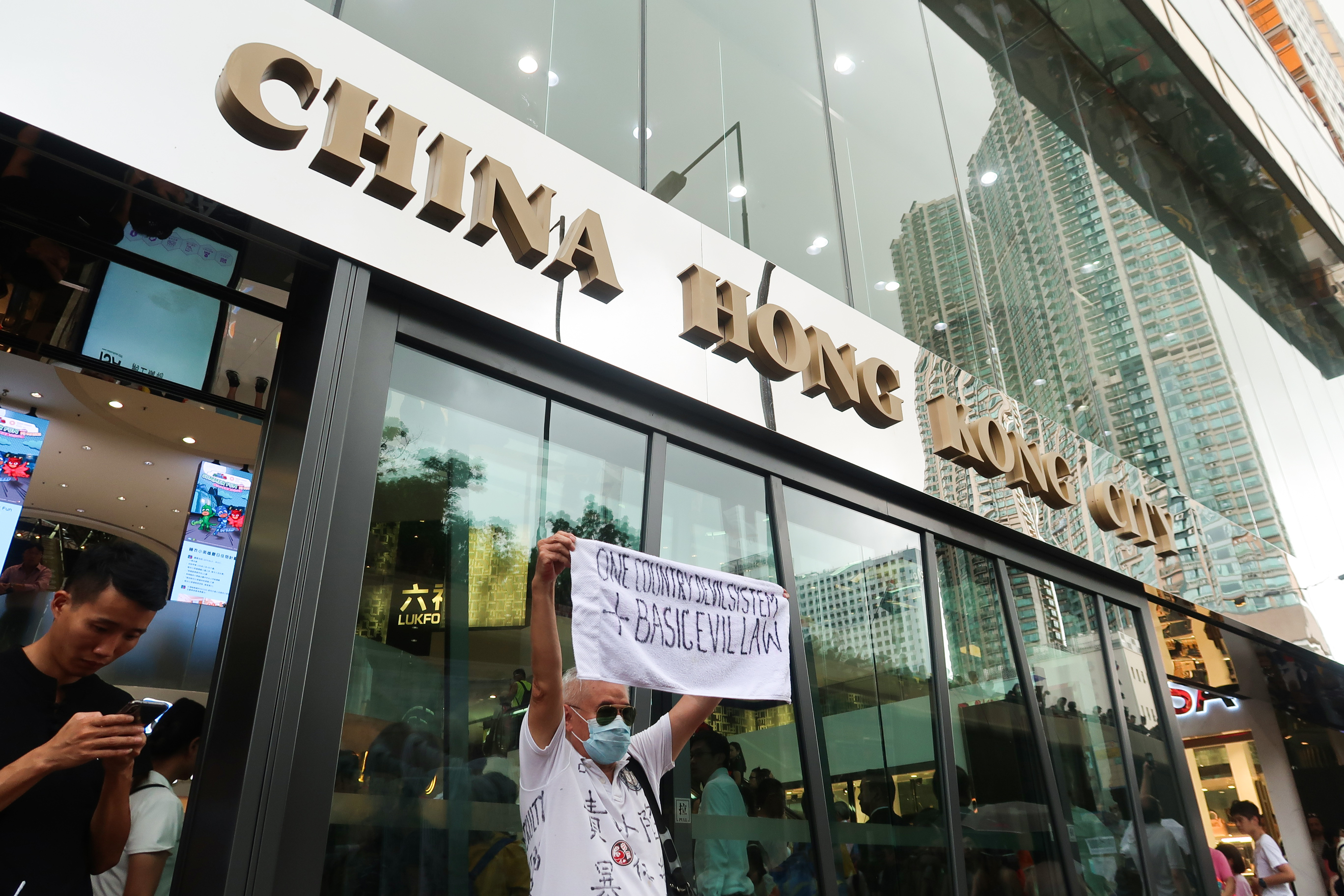
有示威者站在中港城門前抗議
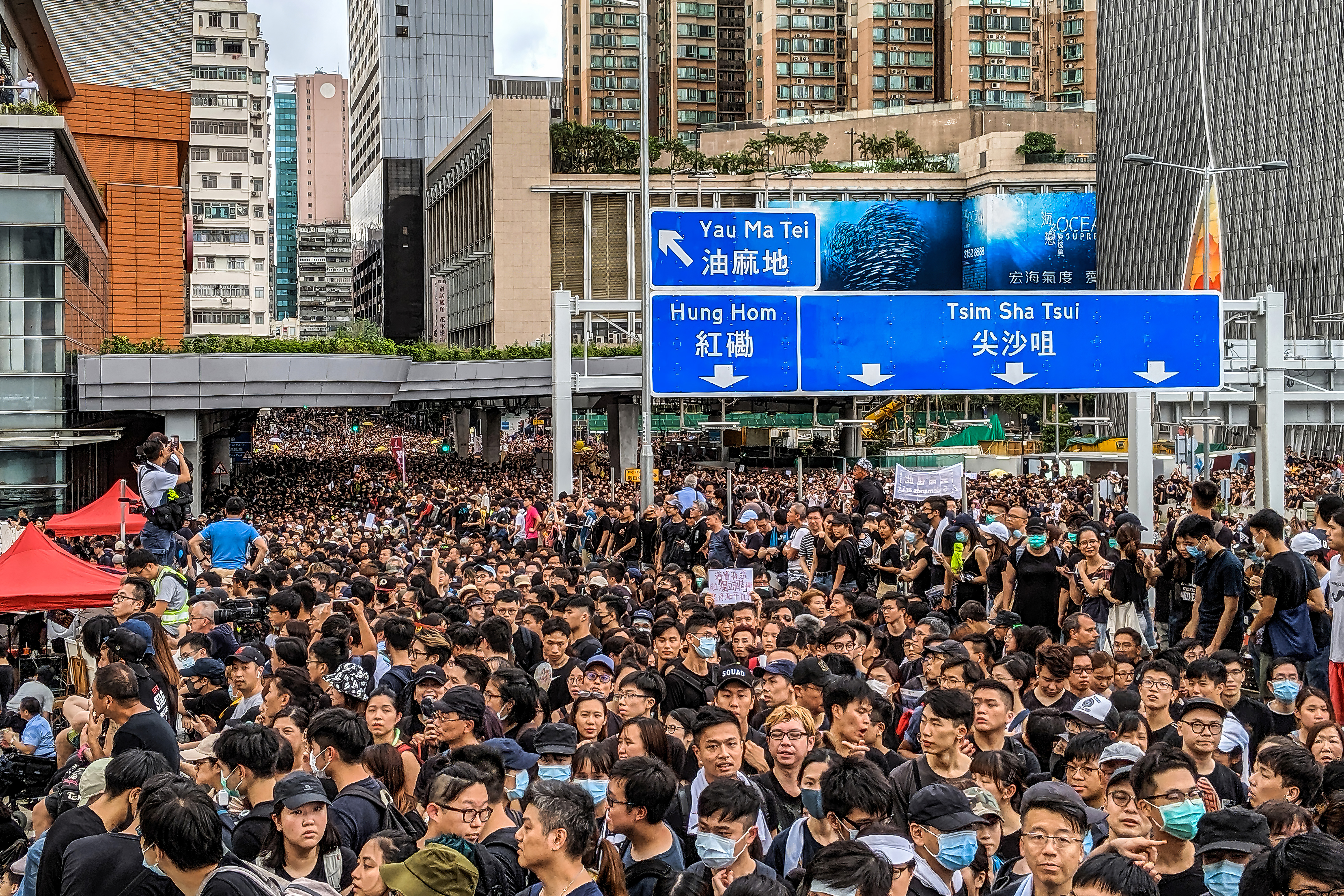
遊行隊伍途經柯士甸道西
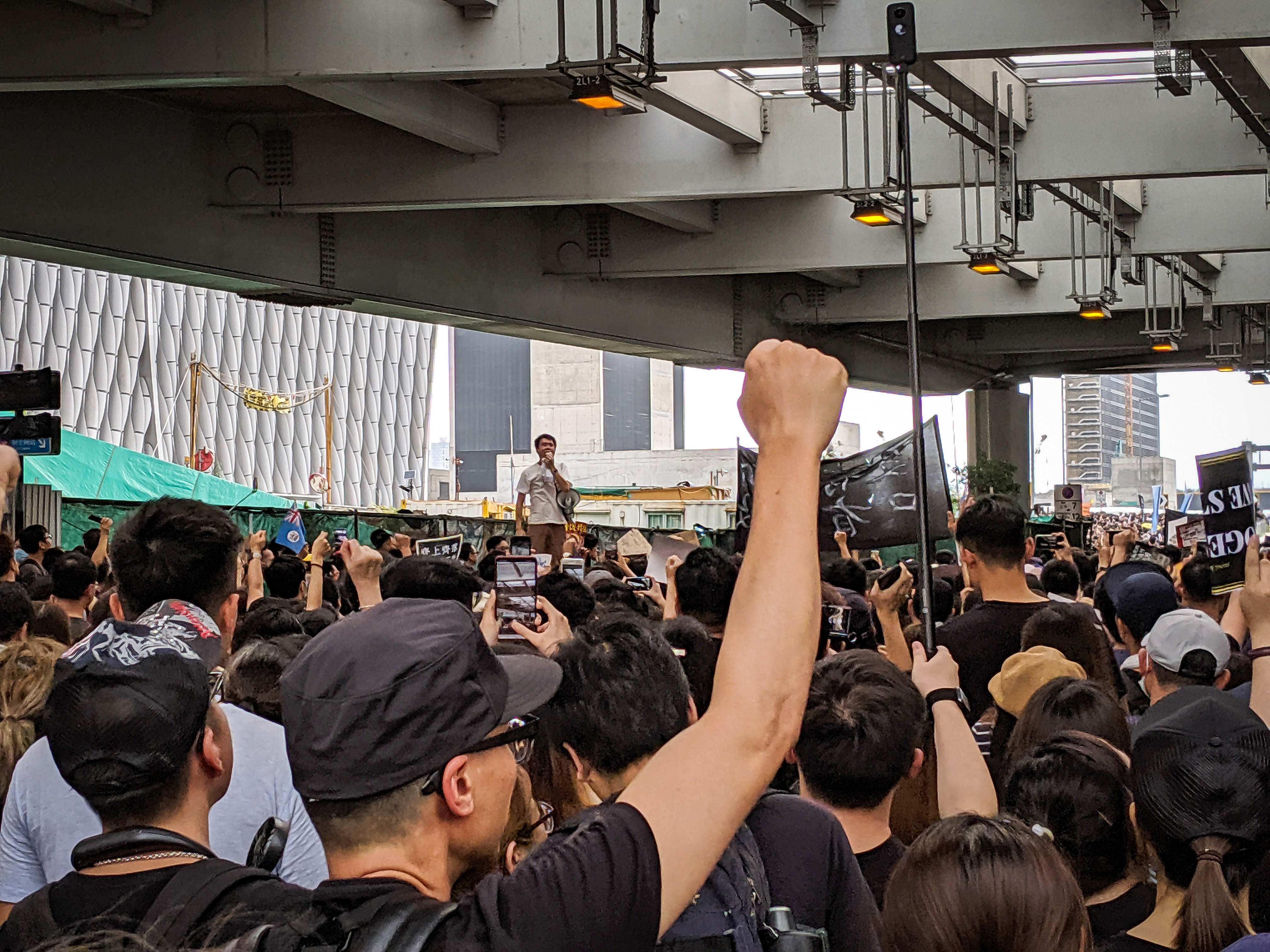
立法會議員鄺俊宇在柯士甸道西為示威者打氣
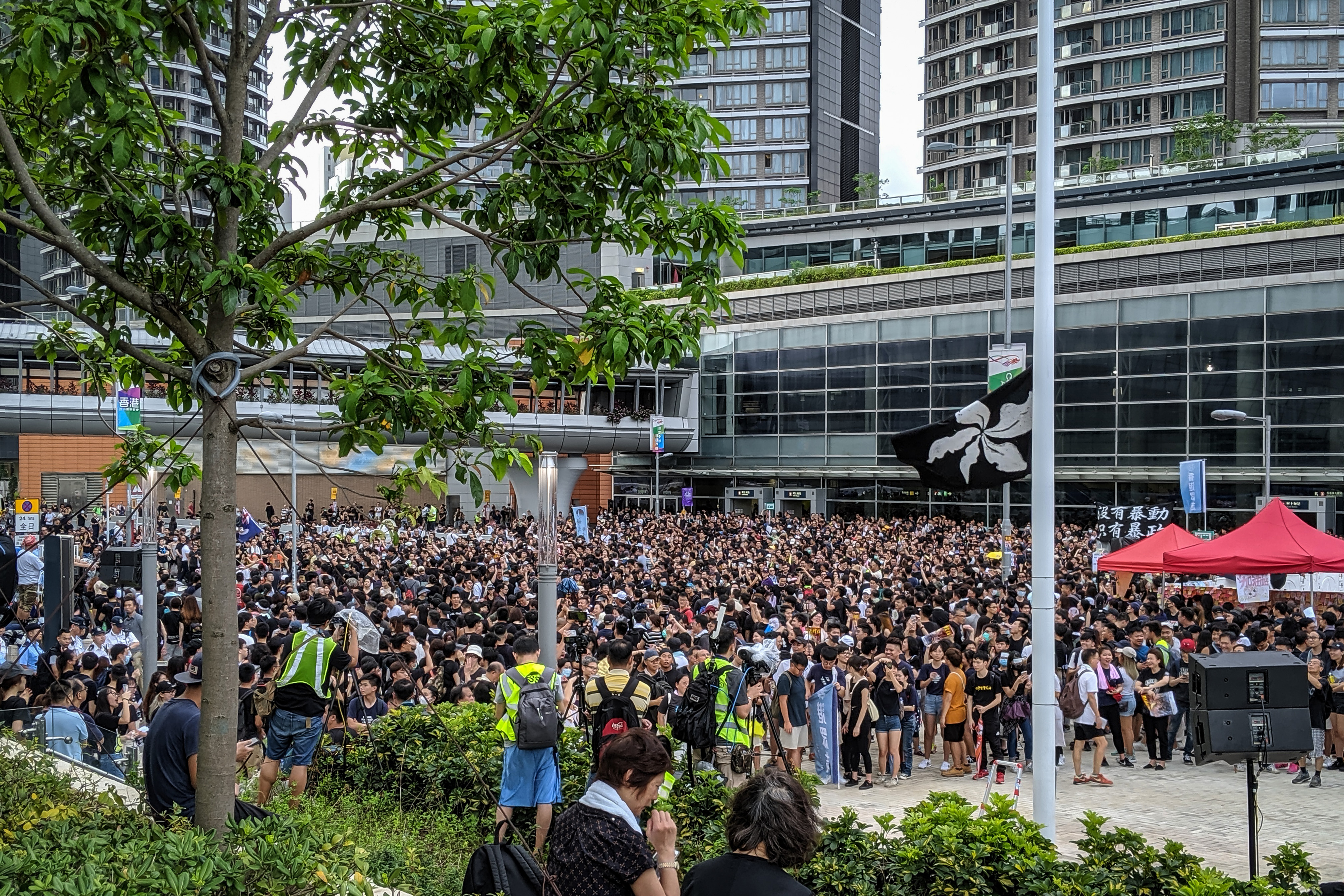
香港眾志成員在高鐵站外掛起黑紫荊旗，以悼念早前逝世的反《逃犯條例》修訂示威者
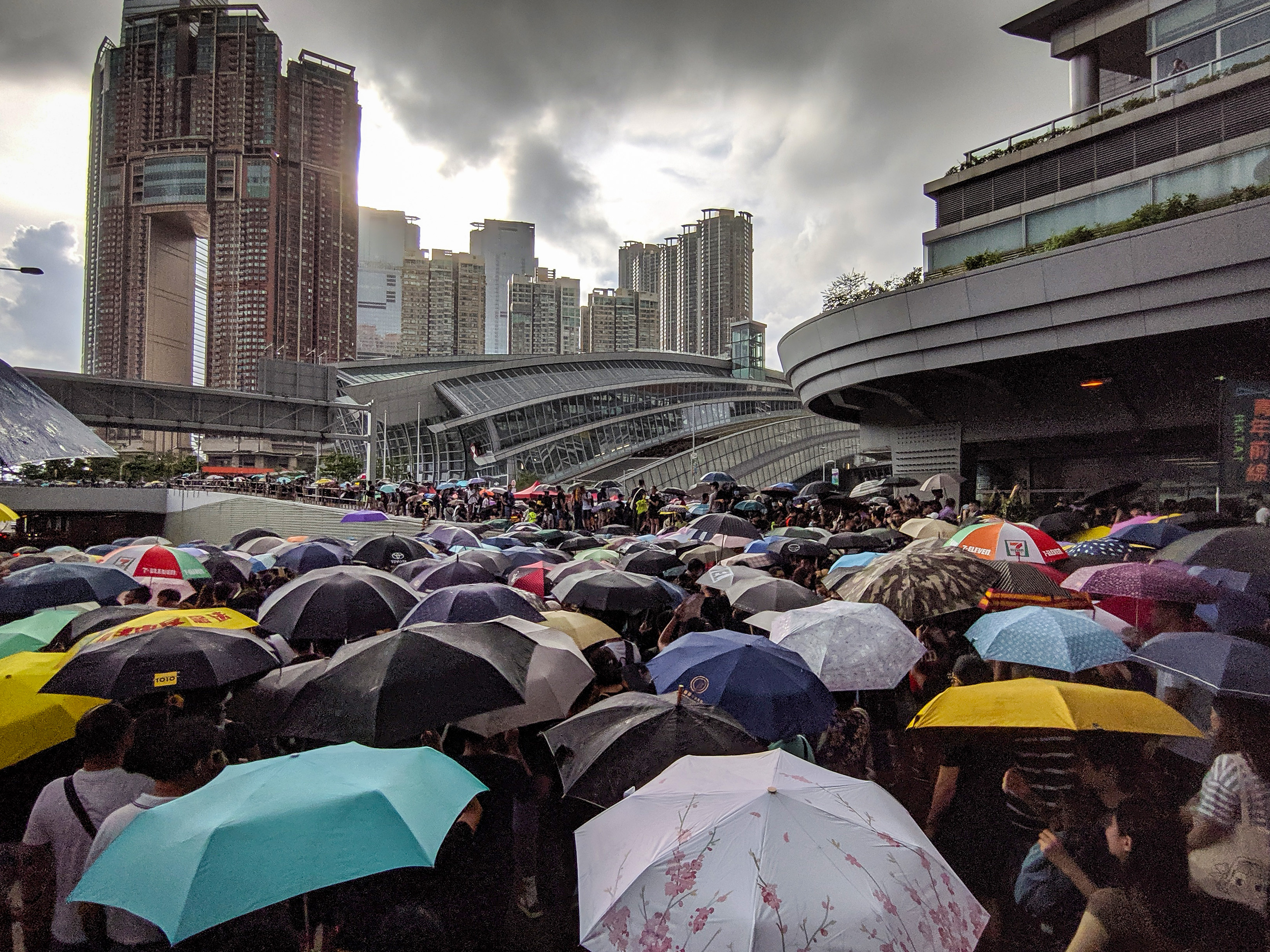
大批市民遊行到高鐵西九龍站外抗議

### 入夜游行示威

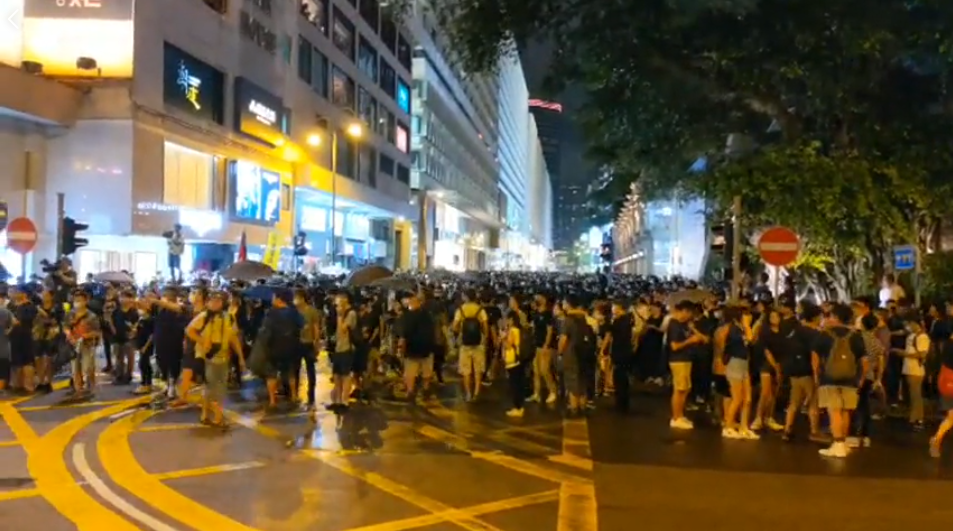
晚上7時45分，近百名示威者在西九龍站結束集會後，改為前往廣東道，並一度佔領

大會宣布遊行結束后，警方播放錄音廣播，指遊行已結束，呼籲示威者離開。但近400名示威者仍聚集在高鐵西九龍站C出口，不願離去，與警方對峙，並高叫「香港警察，知法犯法」、「企好啲」、「開門，我要搭高鐵回家」。
到夜晚7時45分，近百名示威者在西九龍站結束集會後，改為前往廣東道，並一度佔領，而警察的防線亦向後退至梳士巴利道。英國國籍警司陶輝在廣東道觀察期間，被示威人士包圍質問其為何6月12當日指揮開槍，部分人則大叫「shame」﹙可恥﹚、「You deserve it」﹙你罪有應得﹚。其後數十名警員護送陶輝到香港文化中心離開，而香港眾志黃之鋒與部分示威人亦沿途跟隨，最後陶輝成功登上警車離開。
到夜晚約8時，示威者開始沿彌敦道步行前往旺角，並佔領彌敦道全部6線。期間，示威者有開路予部分車輛行駛，讓救護車通行，指揮受困車輛掉頭。但同時也一度與部分車輛發生爭執，期間一輛行駛中的九龍區專線小巴12S線駛至窩打老道與上海街交界時，疑因司機不滿市民阻塞道路而刻意衝向示威人群，幸好途人及時走避，無人受傷，僅一交通錐被撞毀。

### 警方在旺角一帶清場和包抄示威者

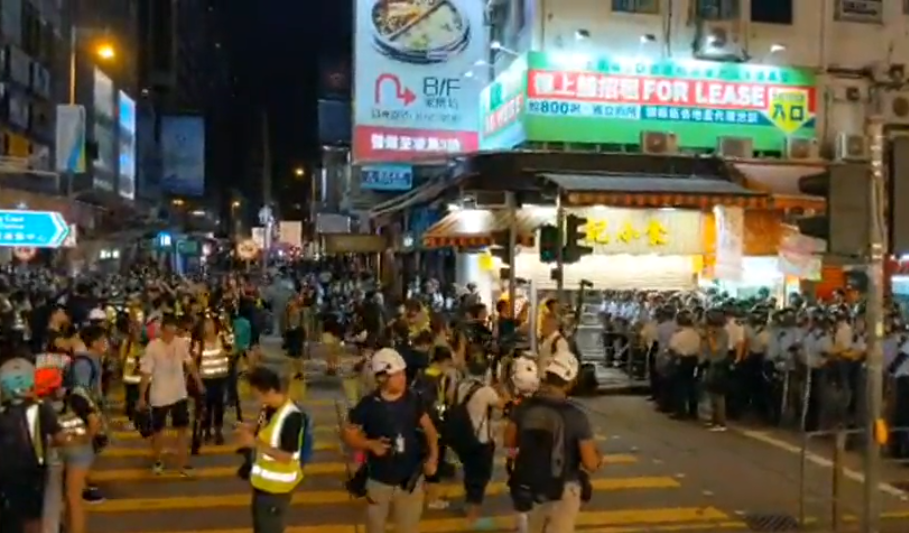
晚上約11時左右，警方在旺角一帶清場和包抄示威者，現場只餘下記者

晚上約10時，大批防暴警封鎖旺角，佔據多條馬路，數百名防暴警察先在彌敦道與亞皆老街交界築成多排人牆，並多次警告示威者正進行非法集結，若他們不散去，將以適當武力驅散。而示威者持傘應對，並不斷向後退。警方同時在山東街和西洋菜南街一帶包抄，並包圍不斷後退的示威者和路過的行人。
同晚10時，一的士在于彌敦道油麻地路段調頭時橫置3條行車線，司機張先生在受到警方警告后自行駛離，期間張先生接受記者采訪，表示對示威者的支持並稱：「仍有一分力者，我撐此班後生仔！」、「學生好好，想幫下他們」、「被關十年也沒問題」。晚上11時20分，司機張先生再嘗試向北走，的士駛入警方與示威者中間，橫停於彌敦道創興廣場前。此後下車揭起的士車頭前蓋，車呈「死火」狀。警方要求張先生將的士駛離，后雙方發生口角，最終警察以阻差辦公捉走司機，送往長沙灣警署扣押，仍未獲釋。。后經查，司機張先生并非車主。車主陳先生表示不認識司機，但認爲香港有和平、理性表達不同意見的自由，只要不危險、不影響他人便沒太大問題，「我與車行都覺得係好普通的一件事」。的士司機從業員總會的内部會員聲明中指出，司機張先生是早前因貪污而被革職的警務人員，非的士總會員，并且根據現場報道，張先生當時滿身酒氣，恐被控醉駕。
11時許，警察防線進駐鼓油街及彌敦道交界、創興廣場對出，示威者呼喊「一二、一二」後退防線到彌敦道與登打士街交界處。直至近子夜，警察開始手持長盾沿彌敦道向油麻地方向推進，至登打士街街口。 剛過子夜，警察在鼓油街防線開始推進至西洋菜南街，分別向亞皆老街及登打士街前進，並叫示威者向油麻地方向離開。有女市民被男警員壓倒在地上；有市民頭部受傷流血，並當場被捕帶上警車。
在子夜12時許，記者發現警員戰術背心原本用作展示警員編號的位置，突然以黃色紙遮蓋，部分警員故意反轉紙張，隱藏編號。有警員更稱：「警方執行職務時毋須佩戴委任證。」其後再表示「只需一名警員佩戴委任證，其他就不需要。」《明報》記者發現當時15名警員中，有3人沒有佩戴委任證或展示警員編號。
凌晨1時，警方在彌敦道麥當勞拘捕指罵警察人士，但記者被拒防線外，不能上前採訪。立法會議員許智峯要求警方傳媒聯絡立即按照守則，容許傳媒進入防線內採訪，並視察是否有人遭非法禁錮。議員譚文豪則與記者由後巷前往麥當勞採訪，證實有示威者被捕。
到凌晨1時15分，旺角彌敦道陸續重開。

## 職員及乘客在高鐵西九龍站抗議
下午約3時，一名自稱在高鐵西九龍站B2層工作的男職員，以戴口罩、連帽和黑色外套的服飾進入車站後，展示「香港撐住」的海報。大批港鐵職員及警員大為緊張，警員把他帶到B2層洗手間門口進行搜身。下午約4時，一名戴口罩、穿黑衣的示威者以乘客身份成功進入車站後，除展示「香港撐住」海報外，亦高呼「反送中」、「我要真普選」、「撤回6.12暴動定義」等口號，警員一直跟隨拍攝，並同港鐵人員一度包圍該名示威者，他最後決定不乘坐高鐵，由港鐵職員及警方陪同下離開車站。

## 警方再惹濫權爭議

### 違反《警察通例》

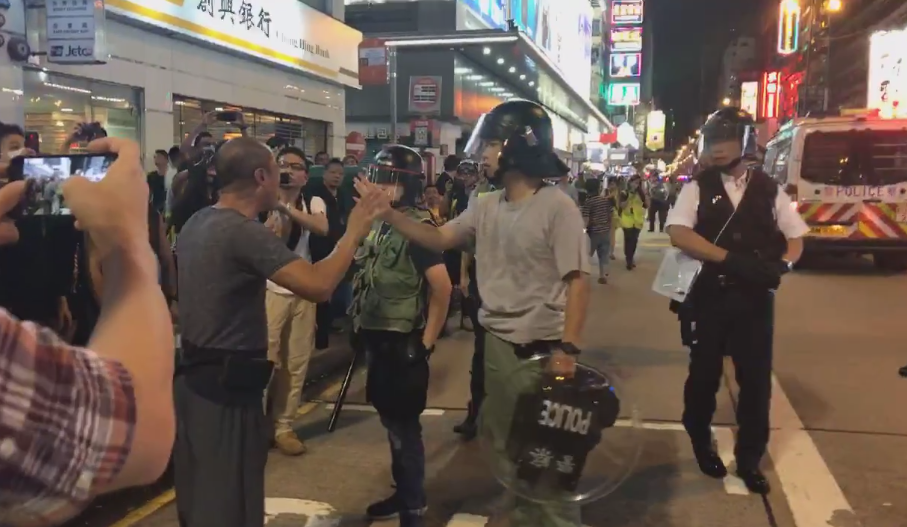
旺角彌敦道的「清場」行動中，一名身穿灰色上衣、戴上頭盔和手持圓盾的便衣警員被指全身沒有展示警員編號亦未佩戴委任證

在晚上11時旺角彌敦道的「清場」行動中，創興廣場外有一名身穿灰色上衣、戴上頭盔和手持圓盾的便衣警員參與，聯同多名軍裝警員與示威者對峙。該名便衣警員全身沒有展示警員編號，亦未佩戴委任證，只有頭盔上印有「警察 Police」。在場示威者多次質疑該名便衣警員的身份，要求他依照《警察通例》出示委任證。該名便衣警員突然情緒激動，高呼：「警察執行職務時不需要展示委任證！」他隨即被示威者喝倒采，並被要求「講多次」，根據《警察通例》第20章第14條第二項訂明：「只要擬進行的工作不妨礙人員妥為保管委任證，警務人員在任何時候均須隨身攜帶委任證。便衣人員不論是否當值，在與巿民接觸和行使警察權力時，必須表明身份及出示委任證。在案發現場的便衣人員，須將委任證掛在顯眼的地方，讓人易於辨認其身份。」面該名便衣警員相關言論涉嫌違反《警察通例》。
此外，防暴警察當中有部份警員沒有佩戴委任證，部份警員則在警察背心右胸的卡片袋中，佩戴一張黃色或白色卡紙、其上寫有警員編號，但亦有警員反轉卡紙以隱藏編號，也有警員的卡片袋中沒有卡紙、且未在其他位置展示編號。

### 挑釁示威者
在清場行動中有示威者後退期間失平衡跌倒後被一名警員扶起，亦有數名警員與其他示威者發生爭執，其中一名警員鐘俊邦與示威者以髒話互罵，警員以髒話恐嚇示威者：「咩呀，認撚住我呀！」隨即又挑釁示威者，要求「隻揪丫（單挑）」，亦有警員腳踢已被制服在地上的示威者，另有警員用長盾牌擋開記者的攝錄鏡頭。

### 恐嚇路過市民
有路過的市民在晚飯後到旺角亞皆老街交界橫過馬路時，被多名警察以警棍粗暴指嚇和驅趕。當事人其後在臉書發帖文稱：「去旺角食飯是7月7日做得最錯的決定」，認為警方喝罵的行為對自己生命造成威脅。亦有離開TOP商場的情侶原打算前往朗豪坊，但被多名警員要求離開。之後前往惠豐中心近亞皆老街位置時，遭警察包圍，直至行到西洋菜南街才沒有警察追來。女方表示自己沒有穿著黑衫，沒有拿標語，也沒有叫口號，只是用膳和消費，但感到生命受到威脅而哭泣，又表示不會再相信警察也是有良知和警隊中有好人。

### 防礙傳媒拍攝和攻擊記者
在入夜的游行示威期間，議員譚文豪曾在前線與警方理論，雙方互相指責，警員指罵他沒有做個好榜樣，指「示威者都好過你呀！」，譚反駁指「一個人如何佔領？」「後面全部記者來，何謂政治中立呀？」，後來警方在前方只有記者和議員的情況下突然加速向前推撞，被多名記者指責警察阻礙拍攝和採訪。其中《蘋果日報》一名女攝影記者在攝錄期間被一名男警推撞。而《新城電台》記者在拍攝期間被警員指罵：「記者沒有特權，叫你退就退。」
譚文豪向傳媒表示，他昨晚到達彌敦道時，該處只有零星示威者聚集，其餘均為記者，惟在場警員仍持長盾不斷進逼。譚文豪指，他曾向警方大叫「唔好推，全部都係記者，你做咩嘢（不要推，此全部都是記者，你們在做何物）」，他身旁亦有記者高聲表明身份，亦有記者呼喊稱有人跌倒、希望警員暫停推進，但警員沒有理會並繼續向前進逼。譚文豪又提及，凌晨在旺角麥當勞附近聽到議員許智峯大喊：「該邊（麥當勞）發生何事，（警察）為何禁止記者進入（麥當勞），是不是在打人？」譚文豪與記者一度要求從正門進入麥當勞，在場有三名負責傳媒聯絡的警員，惟他們假裝看不見有人要求入內，隨後有警司稱要請示指揮官，一直拖延放行；譚文豪與記者遂改走後巷進入麥當勞，有食客對他們稱：「快點帶記者去拍攝，剛才有警察衝進來，捉了一個人出去打。」

### 相關回應

#### 傳媒界和警方回應
- 7月8日，香港攝影記者協會及香港記者協會發表聯合聲明，嚴勵譴責警方在旺角清場時多次使用盾牌推撞前線記者的鏡頭和身體，喝罵、甚至襲擊記者，嚴重阻礙採訪，妨礙新聞自由。聲明亦強調，在場記者大多穿上印有「記者 Press」字眼的反光背心、配戴記者證，採訪期間也配合警方行動。然而有記者在多次表明身份之下仍遭警方惡意推撞、喝罵，採訪工作嚴重受阻、新聞自由受到妨礙。[43][44]警方回應，指一直尊重新聞自由和傳媒採訪的權利，亦明白傳媒有需要拍攝警方驅散的過程，在可行情況下，會派出警察傳媒聯絡隊提供協助，在不影響警方行動成效的前提下，盡力便利傳媒工作。警方呼籲傳媒工作者在採訪公眾活動或大型的示威活動期間，應以自身安全為上，在警方進行驅散時，切勿「零距離」貼近警察的推進線，以免發生危險。[45]

- 有媒體在西九龍站內採訪後亦被港鐵職員驅逐離開。其後有多名記者在港鐵傳媒WhatsApp群組追問港鐵，但未獲回覆。香港記者協會批評港鐵做法嚴重削弱公眾知情權。[46]港鐵其後澄清，指「是和相關政府部門商討後的結果，拒絕承認或否認安排是否由警方提出。」[47]。警方表示「絕對沒有要求或建議港鐵拒絕記者進入西九龍站採訪，對記協指控表示極度失望及遺憾。」[48]

#### 民主派回應
- 曾任職廉政公署及曾接受持械訓練的民主黨議員林卓廷斥警方行動犯下「三宗罪」，包括用警棍由上而下襲擊示威者和記者，以及唆使別人在公眾地方非法毆鬥。林卓廷指，當天有警員以盾牌、手肘攻擊正在採訪的記者，相關做法可能已觸犯「普通襲擊罪」。他又指出警員公然挑釁、要求示威者「單挑」，是唆使別人在公眾地方非法毆鬥。他表明會去信特首林鄭月娥、保安局局長李家超及警務處處長盧偉聰，要求就上述警方行為展開獨立調查[40]。
- 人民力量的立法會議員陳志全，在7月8日批評有警員在執勤期間以粗口叫囂「呀咩，認X住我呀」及「隻揪呀！（單對單打鬥）」挑釁市民打鬥[49]，他表示已經去信警務處處長盧偉聰，應約與這位夾雜粗口叫囂「隻揪呀！」的警員單挑[50]。

## 影響

### 交通

#### 鐵路運輸

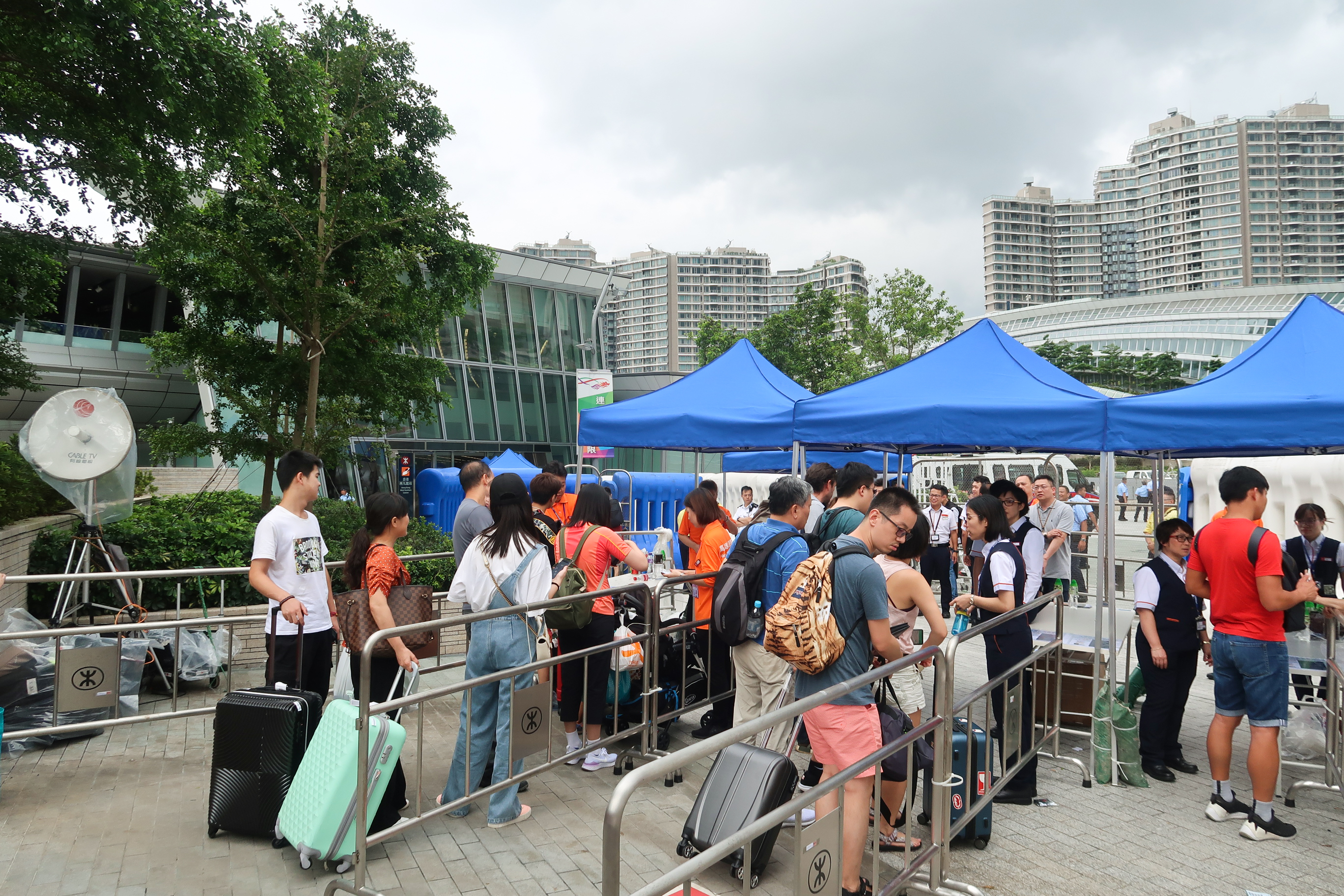
港鐵職員在西九龍站D出口設置臨時檢查站

遊行前已有消息指港鐵將會封閉西九龍站部分出入口以應對示威，最壞情況或將會封閉整個車站。7月6日，港鐵宣佈因應遊行活動所致的安全風險，當日只限持有當日高鐵車票或購票憑證，並持有有效旅行證件之乘客才能進入西九龍站，同時要求離境旅客於D入口進站，入境旅客則須以K出口離站。出口外亦設立檢查站，檢查進站人士是否有車票。
而車站內之即場售票服務、餐飲服務、部份商店、停車場、車輛落客區及的士站亦暫停服務、而站內之手推車亦被移離。而港鐵及大陆鐵路部門亦停售當日中午至晚上往來香港西九龍站之高鐵車票，又呼籲乘客改乘東鐵綫或紅磡站之城際直通車往來中國大陆。
警方表示派出2000個警力應對，大批警員凌晨4時許在西九龍站一帶進行嚴密佈防，包括設置大型水馬包圍西九龍站入口和廣場，並封閉附近行人天橋。大堂內有數十名警員駐守，並手持警棍和胡椒噴霧戒備。現場亦有多名特別戰術小隊成員。站內保安指上司有命令為由，要求遊客和記者不可拍照。而落客區和車站停車場入口亦停泊多部警車。

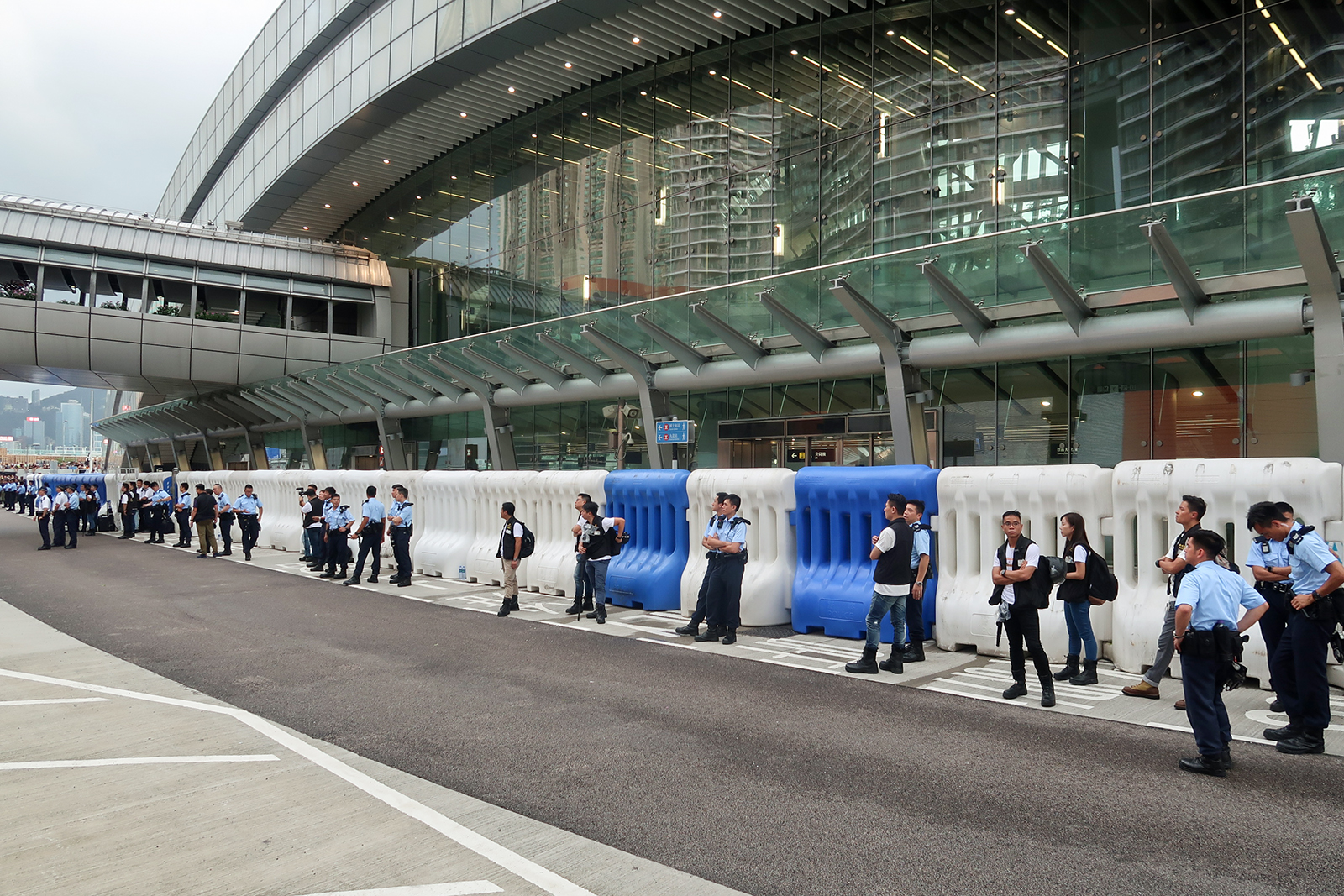
西九龍站設大型水馬包圍，多名警員在外圍戎備
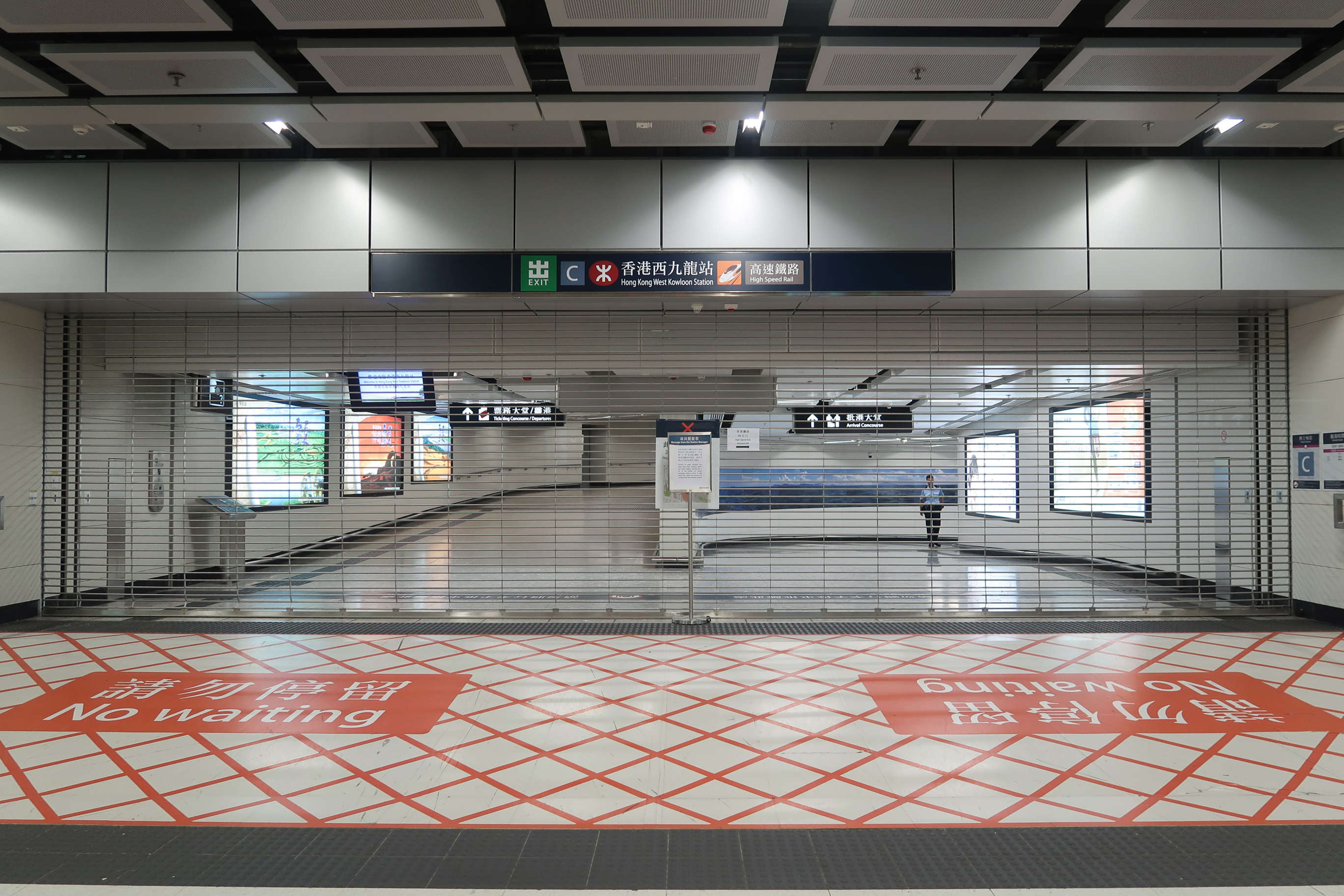
柯士甸站C出口封閉
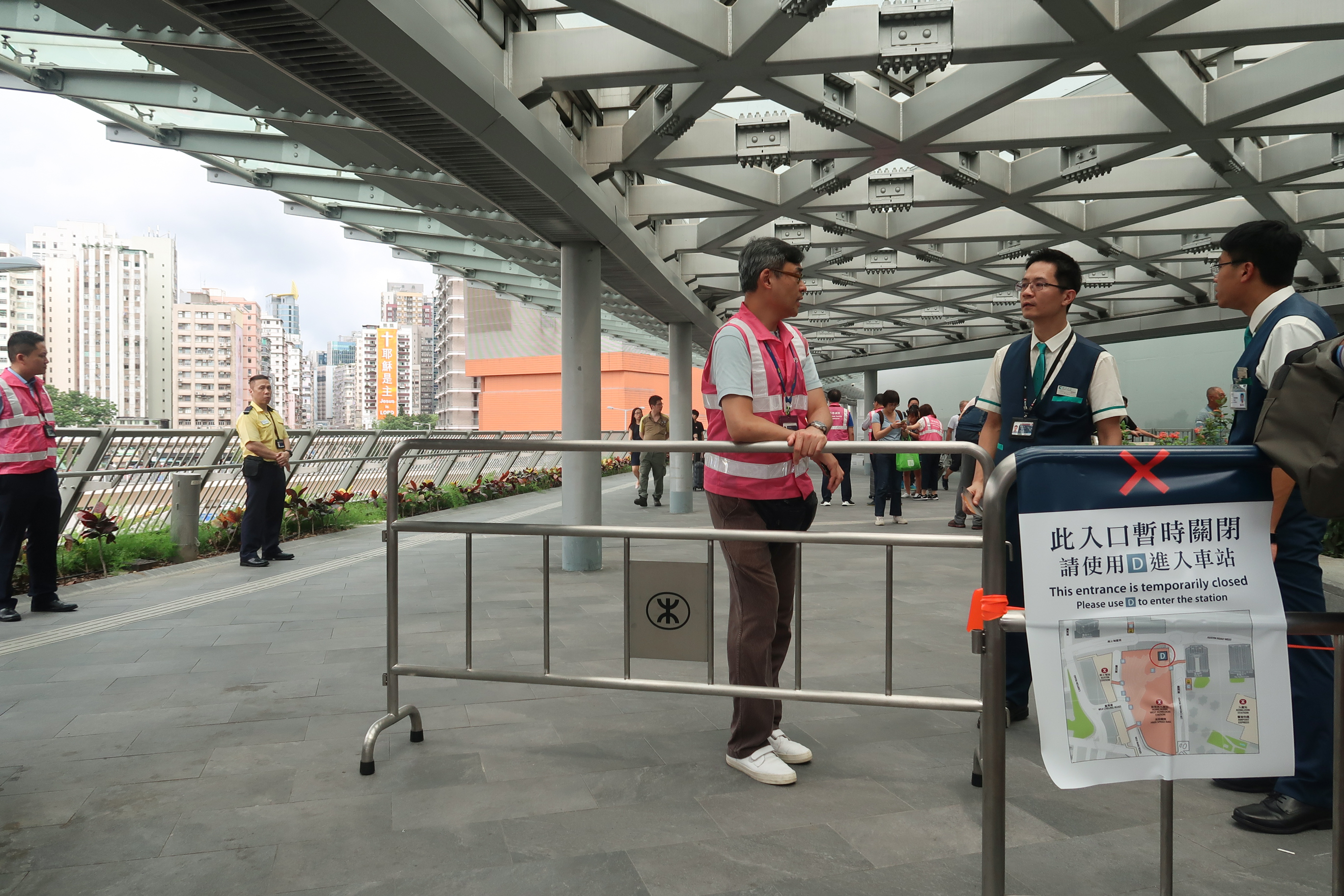
入境旅客須以K出口離站

#### 道路運輸
城巴營運之過海隧道巴士973線，該線於當日下午於九龍區改以大角咀維港灣作總站，並只停西區海底隧道收費廣場，原有於九龍區所設之其他巴士站將暫停使用。九巴亦有多條途經油尖旺區的巴士路綫將會於遊行期間改道行駛。改道期間，相關路線會暫停提供智能手機及網上到站時間預報服務。遊行終點——香港西九龍站附近的停車場、車輛落客區及的士站亦於7月7日全日暫停開放。

### 文化活動
香港八和會館原於當日假油麻地戲院舉行會員大會，惟擔心長者會員安全而取消。

## 拘捕及提堂
2019年8月30日晚上，警方拘捕立法會議員譚文豪，鄭松泰及區諾軒，涉嫌「襲警」及「阻差辦公」。其後撤銷譚文豪和鄭松泰兩人「阻差辦公」罪。不過區諾軒被律政司起訴兩項「襲警罪」，指他以大聲公推撞警員關志豪長盾，和令警察公共關係科警司高振邦的耳朵受到痛楚。4月7日裁定2項「襲警罪」罪成，被判140小時社會服務令。律政司以刑罰明顯過輕為由，同年6月12日向九龍城裁判法院提出覆核申請。最後裁判官梁嘉琪以每宗案件考慮情況不同，加上社會服務令已達到懲罰及阻嚇之效為由，駁回律政司申請。區諾軒在2021年1月21日向高等法院就定罪上訴，不過法官質疑他事發當日恥笑警員「毅進仔」是懷有敵意，即時駁回上訴。
3名被告（24歲至32歲）在旺角山東街與西洋菜南街交界，因誤當作一名在現場用手機拍照的人士為便衣女警，因此包圍她不准離開，3人被裁定非法禁錮等罪成。到2021年5月4日，法官練錦鴻判刑時指案件是大型欺凌行為，共同散播仇警情緒、霸凌單身女子。法官批評他們挾善行惡，與他們口中的惡法及暴政如出一轍，而他們行善之心不足以抵銷對他人之惡。同時指出事主X當時在現場拍照雖然有點不智，但指出拍攝不是非法，即使她本身為便衣警員，在現場拍攝進行搜證亦不屬非法。最後判3人入獄10至15個月，每人亦要向30歲女事主X賠償1萬元。
一名36歲健身教練被控在旺角亞皆老街24至26號地下外，抗拒及襲擊警署警長。觀塘裁判法院裁判官劉淑嫻指出辯方雖然質疑控方證人的證供與呈堂片段不符，不過證人不是機械人，認為兩位證人（警署警長及警員）的證供清晰明確。加上錄影片段的差異十分細微和非關鍵，因此接納他們的證供。裁判官又認為片段沒有拍到襲警經過和證實被告路過，只顯示被告被捕期間表現不合作下，裁定襲警和拒捕罪成立，最後判監4個月。

## 外部連結
- 7·7九龍區大遊行片段足本重溫（页面存档备份，存于），on.cc東網